# Мілеюв (Люблінське воєводство)
Мілеюв, або Миліїв (пол. Milejów) — село в Польщі, у гміні Мілеюв Ленчинського повіту Люблінського воєводства. Населення — 680 осіб (2011).

## Історія
1531 року вперше згадується православна церква в селі.
В податковому реєстрі 1676 р. згадуються власник села Іван Венглинський з дружиною і двома дітьми, 59 його підданих і священик грецького обряду Гаврило Махнович з дружиною і двома дітьми.

## Населення
Демографічна структура станом на 31 березня 2011 року:
|          | Загалом | Допрацездатний вік | Працездатний вік | Постпрацездатний вік |
| -------- | ------- | ------------------ | ---------------- | -------------------- |
| Чоловіки | 335     | 76                 | 233              | 26                   |
| Жінки    | 345     | 78                 | 186              | 81                   |
| Разом    | 680     | 154                | 419              | 107                  |